# Civita di Bagnoregio
Pour les articles homonymes, voir Civita (homonymie).

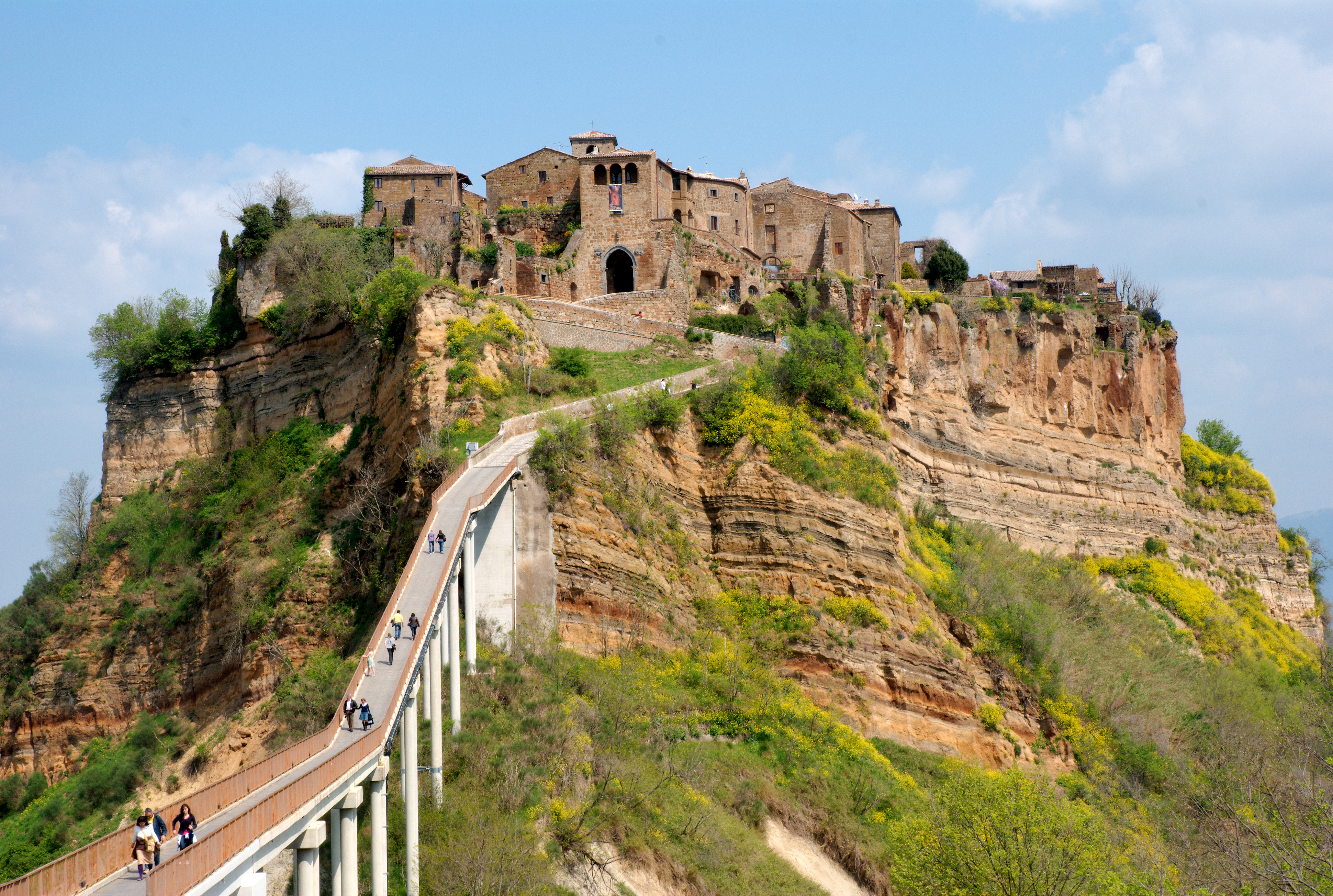
Cité accessible uniquement aux piétons par cette passerelle.

Civita di Bagnoregio est une petite cité de la province de Viterbe en Italie centrale, hameau de la commune de Bagnoregio, à 2 km à l'est de celle-ci, et à environ 145 km au nord de Rome. Le village a obtenu le label des Plus Beaux Bourgs d'Italie. On l'appelle aussi en italien la città che muore, le village mourant, en raison de l'érosion rapide du site.

## Historique et géographie

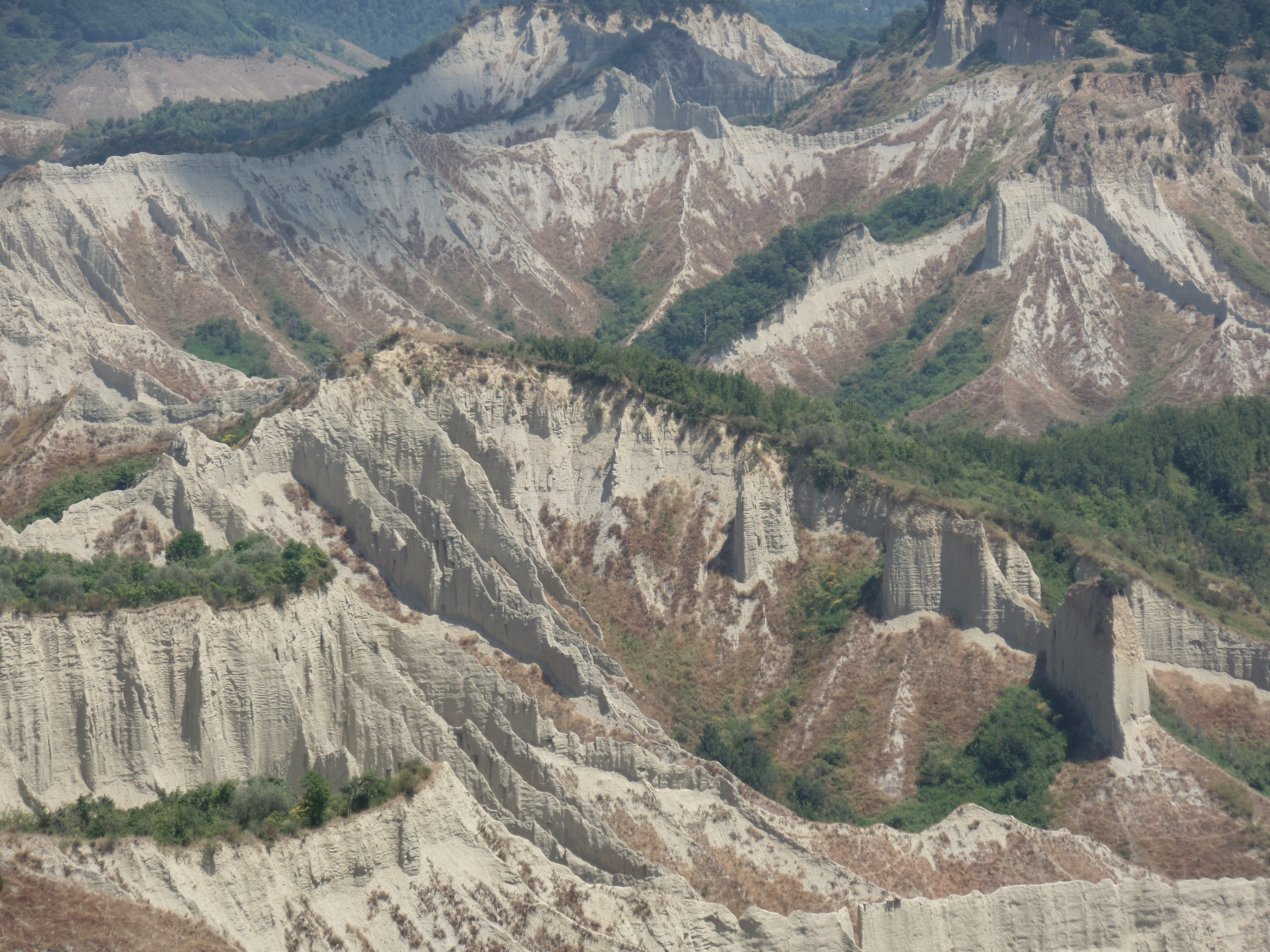
Valle dei Calanchi.

### Antiquité
Civita a été fondée par les Étrusques il y a plus de 2 500 ans. Elle est sise sur une des plus anciennes routes de l'Italie, entre le lac de Bolsena et le Tibre, qui était alors la principale voie navigable en Italie centrale.
Anciennement, on accédait au village de Civita par cinq portes, alors qu'aujourd'hui, la porte de Sainte Marie en constitue l'unique accès. La structure urbaine du hameau est d'origine étrusque, constituée de plusieurs cardi et decumani selon la tradition étrusque et romaine, alors que tout le parement architectonique date du Moyen Âge et de la Renaissance.
Plusieurs traces du passé étrusque de Civita demeurent, plus spécifiquement dans la zone dite « du vieux San Francesco »; en effet, dans la falaise sous-jacente au belvédère du vieux Saint François, on a retrouvé une petite nécropole étrusque. À son tour, la grotte de Saint Bonaventure, où Saint François aurait guéri le petit Giovanni Fidanza, qui allait devenir Saint Bonaventure, est à l'origine une tombe étrusque. Les Étrusques avaient fait de Civita (dont on ne connaît pas le nom original) une ville florissante où, grâce à sa position géographique avantageuse, le commerce était prospère.
Une autre trace de la période étrusque est le bucaione, un profond tunnel qui permet d'accéder depuis le hameau à la Vale dei Calanchi, un badlands imposant qui encercle la Civita. De par le passé, on pouvait également voir plusieurs chambres mortuaires étrusques creusées à la base de la falaise qui soutient Civita et d'autres promontoires de tuf volcanique. Malheureusement, ces témoignages du passé ont été engloutis à travers les siècles par les innombrables glissements de terrain survenus sur le site. Du reste, les Étrusques eux-mêmes avaient dû faire face aux problèmes de sismicité et d'instabilité de la zone qui, en 280 av. J.-C., se soldèrent par des secousses telluriques et des éboulements. À l'arrivée des Romains, en 265 av. J.-C., les importants travaux de canalisation des eaux pluviales entrepris par les Étrusques reprirent.

### Époque moderne
Civita a vu sa population diminuer à une quinzaine de résidents au cours du XXe siècle. Elle commença à décliner dès le XVIe siècle, éclipsée par son extension de Bagnoregio.
À la suite d'un séisme majeur, à la fin du XVIIe siècle (1695), l'évêque et le gouvernement municipal ont été contraints de se déplacer à Bagnoregio, précipitant ainsi le déclin de la vieille ville. À cette époque, cette région faisait partie des États pontificaux. Au XIXe siècle, l'ancien site de Civita était en train de devenir un rocher isolé et inaccessible dont l'érosion accélérée apparaissait comme inéluctable au niveau de la couche d'argile sous-jacente, particulièrement dans la zone où l'on a construit la passerelle actuelle, bétonnée, qui, même si elle permet aux touristes de circuler dans ce lieu autrement inaccessible, dénature quelque peu l'aspect sauvage et ancien du site.
Le promontoire rocheux s'agrémente à son extrémité de petits jardins, encore entretenus par quelques vieilles dames se contentant de quelques pièces pour leur visite.
La ville proche de Bagnoregio est actuellement une petite cité très prospère, grâce au tourisme  développé à partir de la « ville morte de Civita », désormais largement connue.
Le village n'est pas accessible librement. Son accès est payant (5€ en septembre 2023).

## Site et architecture
La cité est connue pour sa position marquante, au sommet d'un promontoire plateau de tuf volcanique friable, dont le plateau adjacent surplombe la vallée du Tibre, constamment exposé au risque d'une totale destruction due à la fragilité du terrain creusé par les torrents Chiaro et Torbido. En 2004, on prévoyait de renforcer le plateau par des tiges d'acier pour prévenir de nouveaux dommages géologiques. La ville est aussi très admirée pour son architecture, qui s'étend sur plusieurs milliers d'années. Civita di Bagnoregio doit beaucoup de son état non modifié à son isolement relatif, grâce auquel la ville a pu résister à la modernité et aux destructions des deux guerres mondiales. Aujourd'hui la population varie d'une douzaine d'habitants l'hiver, jusqu'à plus de cent en été.
La ville a été placée en 2006 sur la liste de surveillance du Fonds mondial pour les monuments, parmi les 100 sites au monde les plus menacés, en raison des risques géologiques auxquels elle doit faire face et au tourisme insuffisamment réglementé.
En 2019,une photo de la cité, de nuit, est intégrée dans les fonds d'écrans de veille de Windows 11.

## Lavalle dei Calanchi

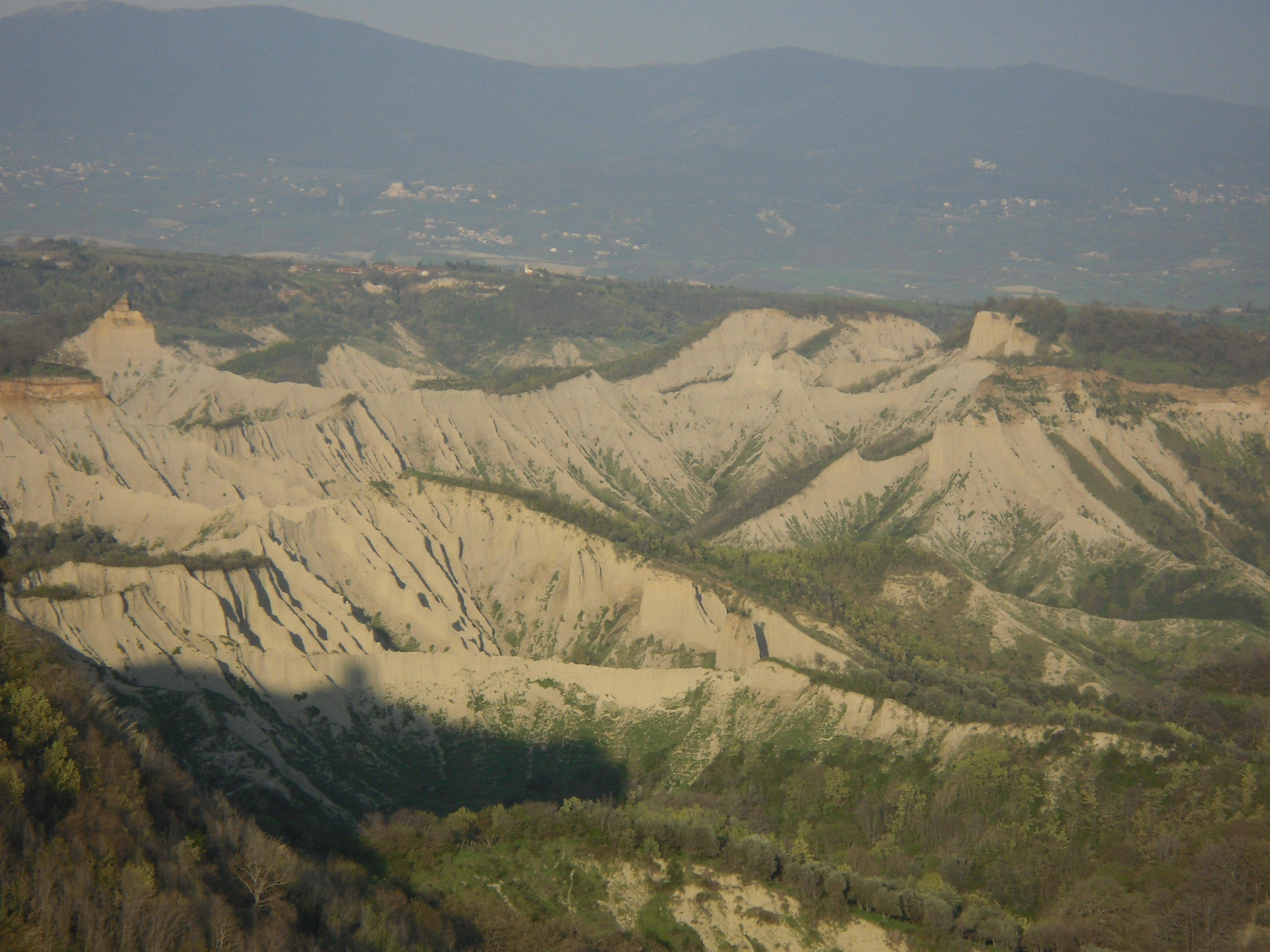
La Valle dei Calanchi

La valle dei calanchi, une zone de badlands, est située entre le lac de Bolsena à l'ouest et la vallée du Tibre à l'est à l'intérieur de la commune de Bagnoregio. Elle est constituée de deux vallées principales: le fossé du Rio Torbido et le fossé du Rio Chiaro. À l'origine, ces lieux devaient être plus accessibles et praticables et étaient traversés par une antique route commerciale qui reliait la vallée du Tibre au lac de Bolsena.

### Flore
Le territoire de Civita n'est pas très étendu, mais il est assez hétérogène. La végétation des badlands, à cause de leur nature argileuse, est limitée à quelques espèces seulement, disposées en petits et rares bosquets. Même au printemps, quand la flore est le plus luxuriante, le terrain accidenté demeure majoritairement découvert. Dans la partie plus basse des badlands se trouve une zone buissonneuse, constituée de ronces, de roseaux, de genêts, de quelques ormes et parfois de quelques églantiers. À l'intérieur de la vallée, la végétation est constituée d'arbres, d'arbustes et d'herbes des marécages. La végétation des falaises de tuf volcanique, comme celle sur laquelle est érigée Civita, est extrêmement limitée.

### Faune
La faune de cette zone est typique de celle des collines du Haut-Latium. Dans les sous-bois, constitués surtout de taches de régime de taillis, parmi les principales espèces de mammifères, on retrouve le hérisson chez les insectivores, l'Hystrix cristata chez les rongeurs et le renard, la belette, le blaireau, la fouine et le sanglier chez les carnivores. En outre, pendant l'été, on peut observer la tourterelle et la Huppe fasciée. Civita est aussi aux prises avec un problème de surpopulation féline à l'intérieur des murs de la cité. Il ne s'agit pas de chats sauvages, mais bien d'une multitude de chats domestiques errants faméliques, dont la présence est certainement à lier au caractère abandonné de l'espace.

## Fêtes et commémorations
- Une course d'ânes avec jockeys, la Tonna, deux fois par an sur la place principale de Civita (le premier dimanche de juin et le deuxième dimanche de septembre).
- Pendant la période de Noël, Civita accueille une crèche vivante. L'histoire de Marie et de Joseph se déroule dans les vieilles rues médiévales.
- La Fête de la châtaigne se tient à la  mi-octobre.